# 11월

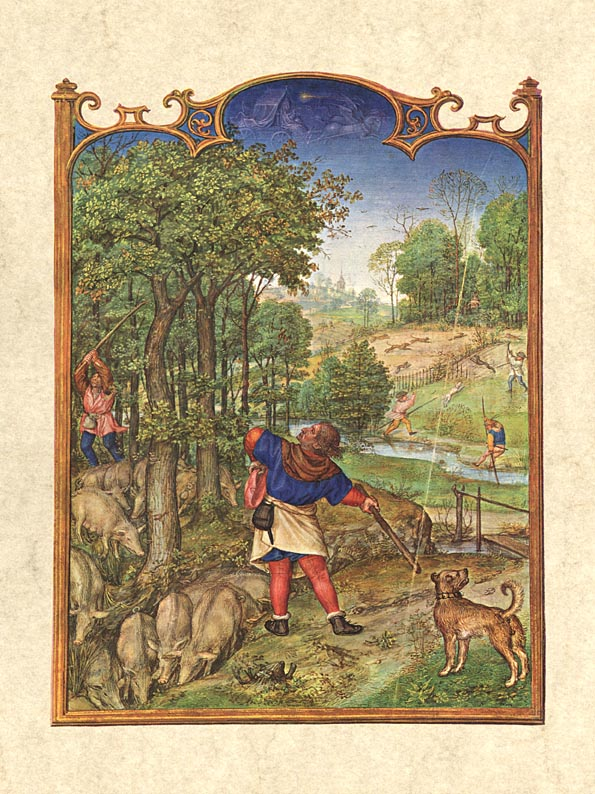

11월(November)은 그레고리력에서 한 해의 열한 번째 달이며, 30일까지 있다. 이 달과 그 해의 8월은 항상 같은 요일로 끝나며, 그 다음 해가 윤년인 경우 2월과 마지막 요일이 같다. 또한, 이 달과 그 해의 3월은 항상 같은 요일로 시작하며, 평년인 경우 그 해의 2월과도 같은 요일로 시작한다. 다음 해가 윤년이면 다음해 5월과 같은 요일로 시작하며, 다음해가 평년이면 다음해 8월과 같은 요일로 시작한다.
400년 동안 이 달은 화요일, 목요일, 일요일에 58번, 금요일과 토요일에 57번, 월요일과 수요일에는 56번 시작한다.
단, 첫 주 평일은 1일, 2일, 3일이며, 마지막 주 평일은 28일, 29일, 30일이다.
한중일월 4국에서 공휴일이 가장 빈약한 달로, 중국과 베트남은 물론 대한민국에서도 건국 이래로 11월에 법정공휴일이 지정된 적이 아예 없다. 반면 조선민주주의인민공화국은 11월 16일이 어머니날로 공휴일이며 대한민국에는 4번의 임시공휴일이 11월에 있었을 뿐이었다. 그나마 일본은 11월에 공휴일이 두 번 있다.
음력 9월과 음력 10월이 양력으로 11월에 있으며 이달에는 음력 9월 15~16일, 10월 15~16일의 보름달을 관측할 수 있다. 윤달일 경우는 윤9월이나 윤10월이 양력 11월에 든다.

## 유래
11월을 뜻하는 영어 단어 November는 "nine"을 의미하는 라틴어 novem에서 유래하였다. 11월은 고대 로마 달력의 9번째 달이었다.

## 행사
- 이달 셋째 토요일 직전 목요일에 대한민국에서는 대학수학능력시험을 치른다. 1995학년도 (1994년)부터 2006학년도 (2005년)까지는 수요일이 시험일이었으나 2007학년도 (2006년)부터는 목요일로 변경되었다. 한편 2012~2014학년도 수능에서는 11월 하순에 성적표가 나왔다.
- 미국에서는 대통령 선거를 치른다. 선거일은 11월 2일~8일 사이의 화요일이다.
- 일본의 시치고산은 11월 15일에 한다.
- FIFA 월드컵의 예선은 월드컵 개최 전년도 11월에 끝난다.
- 미국의 메이저 리그 사커의 시즌이 끝나는 달이다.
- 월드시리즈가 치러지는 달이다.
- 일본의 J리그 디비전 2 (J리그 2부) 플레이오프를 이 달에 하게 된다.
- 대한민국의 스키장은 보통 이 달에 개장한다.[1]
- K리그1은 이 달에 시즌이 끝난다.
- 대한민국에서 병역판정검사는 보통 11월에 끝난다.
- 과거 예비고사는 주로 11월에 치렀다.[2]

## 국경일 및 법정기념일
- 11월 3일 - 학생독립운동 기념일 (舊, 학생의 날)
- 11월 5일 - 소상공인의 날
- 11월 9일 - 소방의 날
- 11월 11일 - 농업인의 날, 광고의 날, 보행자의 날, 서점의 날, 빼빼로 데이
- 11월 17일 - 순국선열의 날
- 11월 19일 - 아동학대 예방의 날

## 세계 각국의 휴일
- 모든 성인 대축일 - 일부 기독교 국가만 (11월 1일)[3]
- 미국 - 추수감사절 (11월 넷째 주 목요일[4]), 퇴역군인의 날(11월 11일[5])- 퇴역군인의 날은 대체휴일제 적용
- 일본 - 문화의 날 (11월 3일), 근로감사의 날(11월 23일)
- 파나마 - 독립기념일 (11월 3일)
- 도미니카 연방 - 독립기념일 (11월 3일)
- 몰디브 - 승리의 날 (11월 3일), 공화국의 날 (11월 11일)
- 북마리아나 제도 - 시민권의 날 (11월 4일)[6]
- 폴란드 - 독립기념일 (11월 11일)
- 앙골라 - 독립기념일 (11월 11일)
- 캐나다 - 현충일 (11월 11일)
- 미크로네시아 연방 - 독립기념일 (11월 3일), 퇴역군인의 날 (11월 11일)
- 브라질 - 공화국의 날 (11월 15일)
- 조선민주주의인민공화국 - 어머니날 (11월 16일)
- 모로코 - 독립기념일 (11월 18일)
- 멕시코 - 혁명기념일 (11월 20일)[7]
- 레바논 - 독립기념일 (11월 22일)
- 수리남 - 독립기념일 (11월 25일)
- 모리타니 - 독립기념일 (11월 28일)
- 아랍에미리트 - 순국자의 날 (11월 30일)
- 바베이도스 - 독립기념일 (11월 30일)

## 절기
- 입동: 11월 7일 또는 11월 8일.
- 소설: 11월 22일 또는 11월 23일.